# Johannes Van Rensburg
Johannes Van Rensburg (znany jako Hans, ur. 24 września 1898 w Winburgu, zm. 25 września 1966 w Kapsztadzie) – południowoafrykański prawnik, urzędnik i lider Ossewabrandwag.

## Życiorys
Urodził się w Winburgu w Oranii. Był potomkiem lojalisty Johannesa Frederika Janse Van Rensburga. Uzyskał tytuł magistra germanistyki na Uniwersytecie w Stellenbosch, a następnie obronił pracę doktorską na Uniwersytecie w Pretorii.  
Van Rensburg jako adwokat został zatrudniony jako osobisty sekretarz Tielmana Roosa ministra sprawiedliwości. W 1933 roku został sekretarzem stanu w Ministerstwie Sprawiedliwości w rządzie Jana Smutsa. Jako sekretarz wiele podróżował zagranicę. W Niemczech spotkał się z Adolfem Hitlerem, Hermannem Göringiem i innymi najwyższymi nazistowskimi dostojnikami. Był zachwycony przywództwem Hitlera i dyscypliną jaką zaobserwował w Niemczech. 
W 1936 roku został gubernatorem prowincji Wolne Państwo Orania. W 1938 roku pomógł zorganizować Ossewabrandwag jako siłę napędową nacjonalizmu afrykanerskiego luźno powiązaną z Partią Narodową, która grała kluczową rolę w jego rozbudzeniu. W 1940 roku zrezygnował z funkcji gubernatora i mocniej zaangażował się w ruch OB. Van Rensburg był generalnym komendantem Ossewabrandwag od 1941 do 1952 roku. Jako większość członków Ossewabrandwag był uważany za sympatyka nazistów podczas II wojny światowej, chociaż nigdy tego publicznie nie przyznał.
W 1962 roku Van Rensburg wycofał się z życia publicznego i zamieszkał na farmie Mooi Eiland niedaleko Parys zakupionej dla niego przez jego dawnych zwolenników. 
Zmarł 25 września 1966 roku w Kapsztadzie. Pogrzeb państwowy z honorami wojskowymi miał miejsce w Pretorii 1 października 1966 roku.

## Życie prywatne
W 1925 roku poślubił Catharinę Johannę Joubert z którą miał córkę i syna. 